# Calam Lynch
Calam Lynch, pseudonimo di Calam Finbar Lynch (Warwickshire, 7 novembre 1994), è un attore britannico.
I suoi film includono l'adattamento Disney di Black Beauty (2020) e Benediction di Terence Davies (2021). In televisione, è apparso nel dramma della BBC One Mrs Wilson nel 2018 e nella seconda stagione della serie di Netflix Bridgerton nel 2022.

## Biografia
Calam Lynch è nato nel Warwickshire, figlio degli attori irlandesi Niamh Cusack e Finbar Lynch. Ha trascorso parte della sua infanzia a Mottram St Andrew, Cheshire e ha frequentato la scuola elementare locale mentre i suoi genitori lavoravano a Manchester. Con la famiglia si è poi trasferito a Barnes, nel sud-ovest di Londra. Lynch ha frequentato la Latymer Upper School di Hammersmith e ha poi proseguito gli studi classici al Somerville College di Oxford, laureandosi nel 2017. Originariamente interessato al calcio, è stato ispirato a recitare da suo cugino Max Irons e ha partecipato a produzioni teatrali durante il suo periodo universitario.
Nel suo terzo e ultimo anno a Oxford, Lynch firmò con un agente e apparve nel film Dunkirk. Dopo la laurea, ha interpretato Claudio nella produzione del Rose Theatre Kingston di Molto rumore per nulla e Gordon Wilson, il figlio della protagonista (interpretata da Ruth Wilson) nella miniserie della BBC One Mrs Wilson. Nello stesso anno, Lynch ha interpretato il ruolo di John-Paul O'Reilly in un episodio della sitcom di Channel 4 Derry Girls. Ha recitato in Wife al Kiln Theatre nel 2019.
L'attore ha recitato nell'adattamento del 2020 di Black Beauty al fianco di Mackenzie Foy, distribuito su Disney+. Ha interpretato Stephen Tennant nel film biografico diretto da Terence Davies Benediction, e il ruolo di Theo Sharpe nella seconda stagione della serie di Netflix Bridgerton. Interpreta un giovane Cary Grant nella serie drammatica di ITV Archie. Nel 2022, è stato annunciato che Lynch apparirà in un ruolo ricorrente nella seconda stagione della serie fantasy di Amazon Studios Il Signore degli Anelli: Gli Anelli del Potere.

## Filmografia

### Cinema
- Dunkirk, regia di Christopher Nolan (2017)
- Black Beauty - Autobiografia di un cavallo (Black Beauty), regia di Ashley Avis (2020)
- Benediction, regia di Terence Davies (2021)

### Televisione
- Mrs Wilson, regia di Richard Laxton – miniserie TV, 3 puntate (2018)
- Derry Girls – serie TV, 1 episodio (2019)
- Bridgerton – serie TV, 8 episodi (2022)
- Archie, regia di Paul Andrew Williams – miniserie TV (2023)
- Il Signore degli Anelli - Gli Anelli del Potere (The Lord of the Rings: The Rings of Power) – serie TV, episodi 2x04-2x05 (2024)
- Sweetpea – serie TV, 6 episodi (2024)
- Miss Austen, regia di Aisling Walsh – miniserie TV (2025)

## Teatro
- Molto rumore per nulla, in scena al Teatro Rose Kingston (2018)
- Wife, in scena al Kiln Theatre, Londra (2019)

## Doppiatori italiani
Nelle versioni in italiano delle opere in cui ha recitato, Calam Lynch è stato doppiato da:
- Riccardo Suarez in Black Beauty - Autobiografia di un cavallo
- Manuel Meli in Bridgerton
- Gabriele De Santis ne Il Signore degli Anelli - Gli Anelli del Potere